# Empire State of Mind (Part II) Broken Down
Singles de Alicia Keys
Try Sleeping with a Broken Heart
(2009) Un-Thinkable (I'm Ready)
(2010)
Empire State of Mind (Part II) Broken Down est une chanson interprétée par la chanteuse américaine Alicia Keys. Il s'agit de sa propre version pour le duo Empire State of Mind qu’elle a fait avec le rappeur Jay-Z. Il est le 3e single extrait de son album The Element of Freedom (aux États-Unis et dans plusieurs autres pays), mais est sorti comme second single au Royaume-Uni, en raison de son énorme succès avant la date de sortie officielle en février 2010.

## Promotion
Alicia Keys a chanté le refrain de la chanson lors de l’émission britannique The X Factor le 29 novembre 2009, avec un mélange de Doesn’t Mean Anything et No One. Alicia Keys a réalisé la version complète de la chanson sur 4music favoris.
Elle a également interprété la chanson dans l’émission Américaine Saturday Night Live, en le mélangeant avec Try Sleeping with a Broken Heart. Stephen Colbert et Keys ont également interprété la chanson dans l’émission The Colbert Report avec Colbert qui a ajouté ses propres vers le 15 décembre 2009.
Au reste, keys l’a chanté BBC Radio 1st' Big Weekend (2010), au FIFA World Cup Concert Kick Off, Good Morning America. Il apparaît également sur la bande originale de Sex and the City 2.

## Clip-Vidéo
Le clip vidéo se déroule dans une salle où Alicia joue du piano avec des prêtres en fond.

## Track listings
UK digital download
1. "Empire State of Mind (Part II) Broken Down" - 3:36

German CD single & digital download
1. "Empire State of Mind (Part II) Broken Down" - 3:36
2. "We're Almost There" - 3:35

## Classements
Le 20 décembre 2009, en raison de téléchargements de la chanson très élevés de Empire State of Mind (Part II) Broken Down, la chanson est entrée dans le UK Singles Chart (Royaume-Uni) au numéro 52, avant de grimper jusqu’à la 4e place, et est restée 8 semaines consécutives dans les charts britanniques. En juin 2010, la chanson a été annoncée comme la 5e meilleure vente de single au Royaume-Uni.
| Classement (2009/2010)             | Meilleure position |
| ---------------------------------- | ------------------ |
| Allemagne                          | 39                 |
| Autriche                           | 55                 |
| Australie                          | 61                 |
| Belgique (Flandres)                | 18                 |
| Belgique (Wallonia)                | 20                 |
| Canada                             | 40                 |
| Danemark                           | 31                 |
| États-Unis (Billboard hot100)      | 55                 |
| États-Unis (Billboard R&B/Hip-Hop) | 76                 |
| Irlande                            | 8                  |
| Pays-Bas                           | 6                  |
| Royaume-Uni                        | 4                  |
| Suède                              | 59                 |
| Suisse                             | 19                 |